# また、同じ夢を見ていた
また、同じ夢を見ていた（また、おなじゆめをみていた）は、住野よるによる日本の長編小説。
住野よるの2作目の小説であり、週間1万6千部を売り上げ、2016年2月29日付オリコン週間“本”ランキングの総合部門にあたるBOOK部門で9位にランクインした。2018年7月時点で累計発行部数は80万部を突破している。
この小説の題名は、ロックバンド10-FEETの｢蜃気楼｣という曲の歌詞から付けられた。住野よる自身が10-FEET主催のロックフェス｢京都大作戦｣で演奏されたこの曲を聞き、題名にすることを決めたという。

## あらすじ
小柳奈ノ花。自分は賢く同級生はほとんどの人は馬鹿だと思っており、学校に友達はいない。「人生とは虫歯のようなものね」、「人生とはかき氷のようなものね」など、「人生とは○○ようなもの」と言うのが口癖。友達は、怪我をした猫を介抱してもらうため、アパートを訪ね回り、猫を介抱してくれたことによって知り合った「アバズレさん」と、ノックしたことで出会った「おばあちゃん」だけ。学校では主に図書館ですごし、放課後にアバズレさんの家とおばあちゃんの家に行くのが日課である。
ある日の放課後、アバズレさんとおばあちゃんの家を訪ねるが、2人とも不在だったため、いつもは通らない道に進む。そこには四角い石の箱のような廃墟があり、奈ノ花はその廃墟に入り、その屋上に進む。屋上でリストカットをしている女子高生「南さん」と出会う。
南さんは小説を書いており、奈ノ花はそれを自分がいま読んでいる本を読み終わったら読ませてほしいと頼む。
その日以降、奈ノ花はアバズレさん、おばあちゃん、南さんのうち2人のもとに訪れて家に帰る生活を送る。
学校の国語の授業で「幸せとは何か？」ということを隣の席の子と話し合うという授業が始まる。奈ノ花はアバズレさん、おばあちゃん、南さんに相談する。その中間発表を授業参観で行うことになっており、両親は参加する予定であったが仕事が入り、行けなくなると奈ノ花に伝える。奈ノ花は激昂し、両親と喧嘩する。
奈ノ花は南さんの小説を読み感動し、彼女のことを全面的に肯定する。そして両親と喧嘩していることを話すと、南さんは「人生は自分で書いた物語だ」と言い、仲直りをすることを強く求める。自分は事故で両親が死ぬ前に仲直りしなかったことを後悔していると話す。奈ノ花はしぶしぶではあるが両親と和解する事を約束する。幸せとは何か？という奈ノ花の問いに「自分がここにいていいって、認めてもらうこと」と答える。
奈ノ花は約束通り、両親と和解。授業参観の日、両親は仕事をずらし、なんとか駆けつけてくれた。
それから、南さんと会っていた廃墟の建物の取り壊しが行われる。それ以降、南さんとは街でも会わなくなる。
奈ノ花の隣の席に座っている桐生君のお父さんが証拠がないにも関わらずスーパーで万引きをしたことにされてしまい、桐生君はクラスメイトにいじめに合う。奈ノ花は桐生君の味方になり、言いかえすが、桐生君は奈ノ花をにらみ、教室を飛び出した。その後、おばあちゃんの家に行くと扉に「鍵は開いているから好きに入っていいよ。なっちゃんへ」という張り紙が貼ってある。奈ノ花はおばあちゃんの家に入り寝室に入ると、自分が心に思い描いていたもののすべてをこもっていると感じる素敵な絵が飾ってあった。その絵には「live me」とサインがあった。「この絵を書いた人はいまどうしているの？」という奈ノ花の問いにおばあちゃんは「家族と一緒に外国で暮らしている」と答える。
奈ノ花は桐生君の家にプリントを持っていき、桐生君と話す。そして共に戦おうと話す。しかし、桐生君に「小柳さんが一番嫌いだ」と言われてしまう。また、桐生君をかばったことで奈ノ花はクラスで無視にあう。
クラスで無視にあったことにより、奈ノ花は泣いてしまう。そのままアバズレさんの家に行くと、アバズレさんは「幸せとは何かわかった」と話す。買い物をしていて、奈ノ花が今度来たら、何を食べよう、喜んでくれたらよいなと気づいたら奈ノ花のことをずっと考えており、その時人は誰かの事を考えるとこんなにも心が満たされるのかと気づいたと奈ノ花に伝える。それを聞いて奈ノ花は桐生くんの事を真剣に考えたのにダメだった、私は誰とも関わらず生きていくと話す。アバズレさんは私みたいになってしまうからそれは駄目だと話す。そしてよく見る同じ夢があると話を続ける。その夢は女の子の夢で、その子はとても賢く、本をいっぱい読むし、自分のことを特別な人間だと考えていた。そしてその子は周りの人たち全員を馬鹿だと思っていた。そしてその子は大人になり褒めてくれる人が誰もいない事に気づき、自暴自棄になり、破壊の毎日を過ごしている。その夢の女の子はアバズレさんだと奈ノ花は気づく。奈ノ花は夢の女の子について質問をする。その女の子は友達はおらず、口癖は「人生とは」だとアバズレさんは答える。そして桐生君の問題に対して、アバズレさんは（桐生君）は奈ノ花と戦い方が違うのかもしれない、落ち込んだ時にどうして欲しいか考え、それを少しだけその子に合わせたら良いのではないかとアドバイスをくれる。奈ノ花は「自分から動かなきゃ始まらないって桐生君に自分も言っていたからやってみる」とアバズレさんに伝える。すると沈黙が流れ、そしてアバズレさんが「桐生くん？」とつぶやくと、奈ノ花は「そうよ、絵描きの桐生君」と答える。「もしかして奈ノ花？」とアバズレさんは質問をし、奈ノ花が「ええ」と答えるとアバズレさんは奈ノ花を抱きしめて泣き崩れる。その時に、奈ノ花は何故、アバズレさんも南さんも教えたことがない「奈ノ花」という自分の名前を知っているのか、不思議に思う。
次の日、奈ノ花は学校に行く時間に家を出ると桐生君の家に行く。桐生君に前回のことを謝り、幸せについて一緒に考えようとドア越しに話しかける。桐生君と幸せについて話そうとすると、桐生君は小柳さんは学校に行った方が良いと言い、自分も一緒に学校に行くという。奈ノ花は桐生君と少し遅れて学校についた。
帰りにアバズレさんの家に行くと男の人が住んでおり、もうこの部屋に4年も住んでいると言う。奈ノ花はどういう事なのかがわからない。その後おばあちゃんの家に行く。おばあちゃんにアバズレさんや南さんが急にいなくなったが何故だか寂しい気持ちになっていないと話す。おばあちゃんはそれは奈ノ花がその子達に必ずまた会えると確信しているからではないかと答える。その後家に帰ろうとするがいつものようには黒猫がついてこない。しょうがなく一人で帰ろうとすると強い風が吹き、つられておばあちゃんの家のある方向を向いてしまう。しかしおばあちゃんの家のあった方向には草原が広がっており、おばあちゃんの家も、おばあちゃんも、黒猫も、忽然と消えていた。
学校でひとみ先生にも友達が消えてしまった不思議を相談する。ひとみ先生がいつものように指をたて「それはね」と話す。桐生くんにひとみ先生から聞いた話を話そうとするが、風景が左右の目で違うことに気づき「ああ、ここで終わりか」と思う。
また、同じ夢を見ていた。大人になった奈ノ花は目を覚ます。最近、南さんにそっくりだった顔から、段々アバズレさんの顔に似てきている。味方も友達もおらず、周りを思いやることもしなかったが、アバズレさん、南さん、おばあちゃんと会うことにより、幸せなまま大人になることができた。アバズレという意味も南さんが本当は南さんでなかったことも授業参観の日に飛行機事故があったこともいまの奈ノ花は知っている。彼女たちは別の選択をしたパラレルワールドの奈ノ花であった。彼女たちは奈ノ花を助けに来てくれ、また奈ノ花も彼女たちを助けてあげた。
そして「あなたを殺す」と聞こえる自分の名前を逆にしたサインを用いる画家となった桐生君に奈ノ花はプロポーズを受ける。

## 登場人物
小柳奈ノ花（こやなぎ なのか）
小学生。ピーナッツのチャーリー・ブラウンのように「人生とは虫歯のようなものね」、「人生とはかき氷のようなものね」など、「人生とは○○ようなもの」と言うのが口癖。好きな物語などか得た知識や語彙で、子供とは思えない言い回しや達観した態度を取る。しかしその賢さが災いして周りを思いやることができず、味方も友達もいなかったが、アバズレさん、南さん、おばあちゃんと出会うことにより幸せなまま大人になる。
南さん
高校生。制服についている「南」という刺繍を奈ノ花が名前だと勘違いし、「南さん」と呼ばれる。奈ノ花のことは「ガキ」と呼ぶ。両親が事故でなくなっており、リストカットを繰り返している。ノートに小説を書いており、その小説を読んだ奈ノ花はとても感動し、「本当に凄い！」と全面的に肯定する。幸せとは何か？という奈ノ花の問いに「自分がここにいていいって、認めてもらうこと」と答える。正体は人の思いを理解できず、喧嘩した両親と死別してしまった未来の奈ノ花。日々の会話の中で奈ノ花が過去の自身だと悟り、彼女に喧嘩した両親と仲直りする約束を取り付ける。そして仲直りした両親は無理に仕事を切り上げて奈ノ花の授業参観に出席し、出張で乗る予定だった飛行機の墜落事故を免れた。その後、役目を果たしたためか居場所であった廃屋と一緒に消える。無事に成長した10代後半の頃の奈ノ花は、南さんにそっくりだったようである。
アバズレさん
奈ノ花の友達の風俗嬢。表札に黒マジックで「アバズレ」と落書きされているのを見て、奈ノ花に「アバズレ」が名前だと勘違いされ、アバズレさんと呼ばれる。奈ノ花のことは「お嬢ちゃん」と呼ぶ。「季節を売る仕事をしている」と自称するが、知的で奈ノ花の良き相談相手。いつも周囲を馬鹿にしている奈ノ花もアバズレさんがわからないことは自分にわかるわけはないと、アバズレさんの知性に信頼を置いている。嫌な事も、苦しいことも、諦めてしまっていたが、奈ノ花と出会うことで、誰かのことを真剣に考えると心が満たされることに気づき、幸せとは何か？という奈ノ花の問いに「誰かのことを真剣にかんがえられること」と答える。物語の終盤、南さんと同様に奈ノ花のもう1つの未来の姿であることが明かされる（ただし南さんと違い両親は生存している）。自分を特別視して周囲を見下し、幸せになるには知識さえ身につければ良いと思い育った彼女は誰も味方を得られないまま、自暴自棄になり落ちぶれていた。奈ノ花に桐生くんを説得するためのアドバイスを贈り、過去の自分が歩めなかった未来へと導いた。南さんと同様、役目を果たした後に消滅した。そして物語終盤、大人になった奈ノ花の顔はアバズレさんに似てきている。
おばあちゃん
お菓子作りが得意でフィナンシェなどを奈ノ花に振る舞ってくれる。奈ノ花のことを「なっちゃん」と呼ぶ。家に奈ノ花が息を飲むほど美しい絵を飾っており、「この絵を書いた人はいまどうしているの？」という奈ノ花の問いに「家族と一緒に外国で暮らしている」と答える。彼女も南さん・アバズレさんと同様に未来の奈ノ花の姿であり、2人との出会いを経てすっかり成長した過去の自分に「幸せとは何か？」という問いの答えを導くための最後のヒントを残し夢の中へ去った。ただしおばあちゃんは桐生くんとは結婚しておらず、彼女もまた現代の奈ノ花とは少し異なる人生を歩んだようである。また他の2人とは違い、最初から自分と奈ノ花がどう関係するかを知っているような描写が見られる。
ひとみ先生
奈ノ花のクラスの担任。奈ノ花が質問をすると指を立てて「それはね、」と丁寧に答えてくれる。奈ノ花はその答えを的外れだと感じることが多いが、先生に対し好意を持っている。
桐生くん（きりゅうくん）
奈ノ花のクラスメイト。下の名前は光。隣の席に座っており、絵を書くのが好き。会話の返事もままならないほど気弱な性格で、父親が窃盗で逮捕されたのが原因でいじめの対象になり不登校になってしまう。しかしアバズレさんのアドバイスを受けた奈ノ花の説得に応えて学校に来るようになり、彼女がずっと欲しかった「味方」となる。大人になってからは画家になっており、物語のラストは彼が奈ノ花にプロポーズする場面で終わる。「桐生」→「きりゅう」→「kill you」と聞こえる自分の名前の意味を反対にした「live me」というサインを用いている。
荻原くん（おぎわらくん）
奈ノ花のクラスメイト。奈ノ花と同じ本好きで、もしかするとクラスにたった一人かもしれない奈ノ花の事を嫌いじゃない人物ではないかと奈ノ花は考えている。本が好きという共通部分を通して、奈ノ花は好意を持っている。しかし、桐生君のお父さんが万引きで捕まった際には証拠もないのに言いふらした張本人であり、奈ノ花がクラスで無視されるようになった際には率先して無視をした。
彼女
奈ノ花と行動を共にする黒猫。人間で例えると「悪女」で、どうすればかわいがってもらえるかを分かっているかのようなあざとい行動をする。奈ノ花がアバズレさんと出会うきっかけとなり、家庭・学校以外では常に一緒である。彼女もまた夢の中の存在であり、最後のアドバイスとなるおばあちゃんとの交流を終えるとおばあちゃんの家と共にいなくなった。作中でも現実世界（奈ノ花の家・学校・桐生くんの家の中）には足を踏み入れていない。

## 漫画
桐原いづみによる作画で、『月刊アクション』（双葉社）2017年11月号から2018年10月号まで連載。全3巻
1. 2018年3月12日発売、ISBN 978-4-575-85118-2
2. 2018年7月12日発売、ISBN 978-4-575-85184-7
3. 2018年9月12日発売、ISBN 978-4-575-85216-5

## オーディオブック
2017年11月3日、オーディオブック配信サービスの「FeBe」でオーディオブック版が配信された。収録時間は8時間36分。
キャスト
- 小柳奈ノ花 - 大空直美
- アバズレさん - 千菅春香
- おばあちゃん - たかはし智秋
- 南さん - 愛美
- 桐生くん - 松田颯水
- 荻原くん＆猫 - 中島唯
- ひとみ先生 - 金子有希